# Clarissa Radcliffe (schip, 1915)
De Clarissa Radcliffe was een Brits stoomvrachtschip van 5754 ton. Ze werd voltooid in 1915 op de scheepswerf van Craig, Taylor & Ltd te Stockton-on-Tees. De eigenaar was Evan Thomas Radcliffe & Co. uit Cardiff. Het schip had Londen als thuishaven. Haar reisroute was vanuit Pepel – New York, samen vertrekkend met konvooi SC-122 naar Barrow. Haar lading bestond uit ijzererts en de bemanning telde 55 manschappen.

## Geschiedenis
Het schip werd te water gelaten en gedoopt als Windsor, daarna verder afgewerkt en herdoopt tot Gwent. In 1917 werd het hernoemd tot Clarissa Radcliffe.

## Ondergang
Om 15.40 uur op 18 maart 1943 voer de Clarissa Radcliffe, onder kapitein Stuart Gordon Finnes, achter het konvooi SC-122 als gevolg van een zware storm, die sinds 9 maart het konvooi teisterde. Ten oosten van Boston werd de alleenvarende Clarissa Radcliffe onderschept door de U-663 van commandant Heinrich Schmid. Schmid werd niet bedreigd door de escorteschepen en kon zijn aanval rustig voorbereiden. De U-663 vuurde vier torpedo's af ondanks het zware weer. De Clarissa Radcliffe kon nog de eerst drie gelanceerde torpedo’s ontwijken maar de vierde torpedo was raak. Het vrachtschip werd fataal getorpedeerd en zonk bijna onmiddellijk. Door de snelle ondergang, mede veroorzaakt door de zware storm en de zware lading ijzererts, hadden de opvarenden geen schijn van kans. Het getroffen vrachtschip verging met man en muis in positie 42° Noord en 62° West. Kapitein Finnes, 42 bemanningsleden en 12 artilleristen vonden de dood.